# MW-5

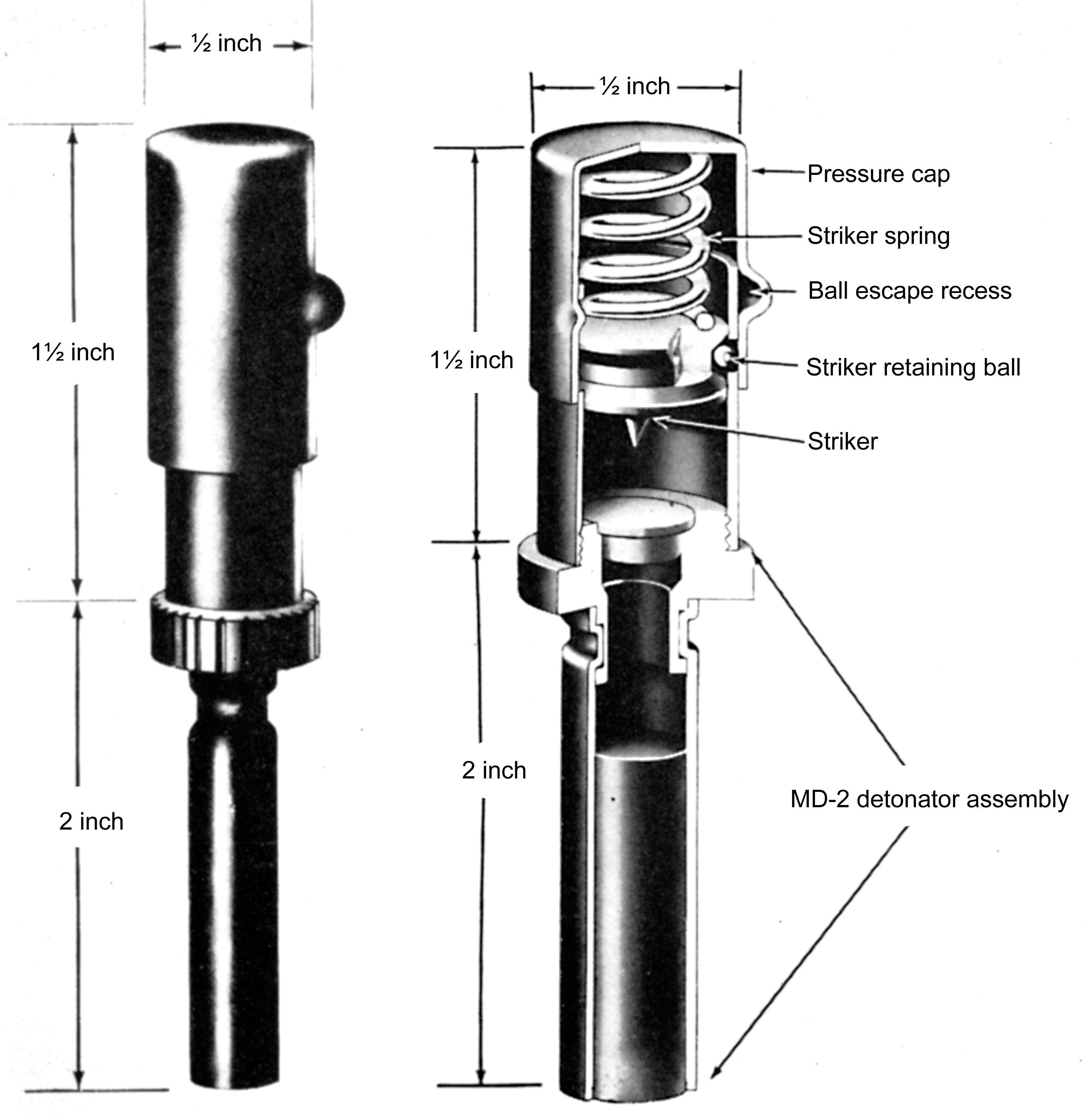
Schemat zapalnika MW-5

MW-5 – zapalnik stosowany do uzbrajania min, używany między innymi w Wojsku Polskim.

## Charakterystyka
Zapalnik MW-5 jest stosowany do min przeciwpancernych o działaniu naciskowym. Jest wykonany z metalu i składa się z dwóch zasadniczych części: mechanizmu iglicowego i zapału MD-2 lub MD-5M.

Zapał MD-2 składa się z obsady oraz spłonki zapalającej i pobudzającej wprasowanej w gniazdo obsady. Na szyjkę tej obsady jest nałożona ściśle obciśnięta spłonka pobudzająca.

Zapał MD-5M różni się od zapału MD-2 sposobem połączenia spłonki pobudzającej z obsadą oraz tym, że na spodzie obsady znajduje się zewnętrzny gwint, umożliwiający wkręcanie zapału do kostki materiału wybuchowego lub miny.